# Yolonan
Yolonan är en ort i Mexiko.   Den ligger i kommunen Chamula och delstaten Chiapas, i den sydöstra delen av landet, 700 km öster om huvudstaden Mexico City. Yolonan ligger 1 972 meter över havet och antalet invånare är 522.
Terrängen runt Yolonan är huvudsakligen lite bergig. Yolonan ligger nere i en dal. Runt Yolonan är det tätbefolkat, med 530 invånare per kvadratkilometer. Närmaste större samhälle är San Cristóbal de las Casas, 11,2 km söder om Yolonan. Omgivningarna runt Yolonan är en mosaik av jordbruksmark och naturlig växtlighet.